# 墨几语
墨几语或平头夫拉语是中国夫拉族使用的一种彝语。木吉语所指的许多语言中包含这种语言。